# U-20ラグビーアルゼンチン代表
U-20ラグビーアルゼンチン代表（スペイン語: Selección juvenil de rugby de Argentina）は、20歳以下の選手で構成されるラグビーユニオンのアルゼンチン代表チームである。愛称は「プミータス (Pumitas)」。
ワールドラグビーU20チャンピオンシップなどに出場している。

## 歴史
2008年、創設。
2017年、ワールドラグビーU20チャンピオンシップでチーム最高3位に入る。

## 成績

### ワールドラグビーU20チャンピオンシップ
- 2008年 - 8位
- 2009年 - 11位
- 2010年 - 6位
- 2011年 - 9位
- 2012年 - 4位
- 2013年 - 6位
- 2014年 - 9位
- 2015年 - 9位
- 2016年 - 3位
- 2017年 - 11位
- 2018年 - 6位
- 2019年 - 4位

## 主な歴代代表主将
- バウティスタ・エスクーラ - 2015年ラグビージュニア世界選手権での主将。リオ五輪7人制アルゼンチン代表選出。